# Самюел Ричардсън
Самюел Ричардсън (на английски: Samuel Richardson) е английски писател и издател от първата половина на ХVІІІ век.

## Биография
Роден е на 19 август 1689 г.
Автор е на епистоларните романи „Памела, или наградената добродетел“ (1740, често определян като първия английски роман), „Сър Чарлз Грандисън“ (1753) и „Клариса, или историята на една млада дама“ (1748 г.). Последният роман по думите на самия Ричардсън е „първата книга в света, която описва и ни дава знания за чувствата на сърцето“, а за много критици това е един от великите романи, които и до днес хвърлят сянката си върху литературата. Известен издател, публикувал почти 500 произведения, както и вестници и списания.
Ричардсън има 2 брака – 5-има сина от първия и 4 дъщери от втория. Загубата на синовете му го оставя без наследник на издателския бизнес. Познава се с водещи фигури в Англия, сред които Самюел Джонсън и Сара Филдинг.
На 50-годишна възраст пише първата си книга, която се радва на мигновен успех. На лондонската литературна сцена си съперничи с Хенри Филдинг, с когото си оказват взаимно влияние; напр. героят му Чарлз Грандисън е антипод на героя Том Джоунс на Филдинг. Джейн Остин е силно повлияна от романа и споделя, че си спомня „всяко действие; всичко, което е казано или направено в него“.
Името на Ричардсън фигурира в Списъка на забранените от Ватикана книги.
Умира на 4 юли 1761 г. Парсънс Грийн, Лондон.

## Произведения

### Романи
- Pamela; or, Virtue Rewarded (1740 – 1761)
- Pamela in her Exalted Condition (1741 – 1761) – the sequel to Pamela, usually published together in 4 Volumes – revised through 14 editions
- Clarissa, or, the History of a Young Lady (1747 – 61) – revised through 4 editions
- Letters and Passages Restored to Clarissa (1751)
- The History of Sir Charles Grandison (1753 – 1761) – restored and corrected through 4 editions
- The History of Mrs. Beaumont – A Fragment – незавършен

### Приложения
- A Reply to the Criticism of Clarissa (1749)
- Meditations on Clarissa (1751)
- The Case of Samuel Richardson (1753)
- An Address to the Public (1754)
- 2 Letters Concerning Sir Charles Grandison (1754)
- A Collection of Moral Sentiments (1755)
- Conjectures on Original Composition in a Letter to the Author 1st and 2nd editions (1759) (with Edward Young)

### Като редактор
- Aesop's Fables – 1st, 2nd, and 3rd editions (1739 – 1753)
- The Negotiations of Thomas Roe (1740)
- A Tour through Great Britain (4 Volumes) by Daniel Defoe – 3rd, 4th, 5th, and 6th editions (1742 – 1761)
- The Life of Sir William Harrington by Anna Meades – revised and corrected

### Други съчинения
- The Apprentice's Vade Mecum (1734)
- A Seasonable Examination of the Pleas and Pretensions Of the Proprietors of, and Subscribers to, Play-Houses, Erected in Defiance of the Royal License. With Observations on the Printed Case of the Players belonging to Drury-Lane and Covent-Garden Theatres (1735)
- Verses Addressed to Edward Cave and William Bowyer (1736)
- A compilation of letters published as a manual, with directions on 'How to think and act justly and prudently in the Common Concerns of Human Life' (1741)
- The Familiar Letters 6 Editions (1741 – 1755)
- The Life and heroic Actions of Balbe Berton, Chevalier de Grillon (2 volumes) 1st and 2nd Editions by Lady Marguerite de Lussan (as assistant translator of an anonymous female translator)
- No. 97, The Rambler (1751)

### Посмъртно издадени творби
- 6 Letters upon Duelling (1765)
- Letter from an Uncle to his Nephew (1804)